# Ken Howery
Kenneth Alan Howery, född 4 november 1975, är en amerikansk finansman, entreprenör och diplomat. 
Howery var bland annat med och grundade Paypal. Han är miljardär och finns med på den amerikanska affärstidningen Forbes lista över världens rikaste män.
I oktober 2018 blev han av Donald Trumps administration nominerad till att bli USA:s ambassadör i Sverige. Den 17 september 2019 godkändes nomineringen av USA:s senat. Howery svors in som ambassadör den 10 oktober 2019 och togs emot av kung Carl XVI Gustaf den 7 november 2019.